# On My Mind
On My Mind ist ein dänischer Kurzfilm von Martin Strange-Hansen aus dem Jahr 2021. Der Film wurde bei der Oscarverleihung 2022 als Bester Kurzfilm nominiert.

## Handlung
Henrik geht in eine Bar und trinkt dort einen großen Schluck Whiskey. Anwesend sind nur Barkeeperin Louise sowie der genervt wirkende Boss Preben, der gerade die Abrechnung macht. Henriks Blick fällt auf eine Karaoke-Maschine. Er fragt nach Always on My Mind, das er gerne für seine Frau singen würde. Preben weiß sogar die richtige Nummer, doch  bleibt die Maschine an einem Dienstag normalerweise aus. Henrik gibt 500 Kronen an die Bedienung. Diese stimmt ihren Boss um. Henrik bittet darum, den Song aufzunehmen. Doch gerade als er zu singen beginnt, kommt eine Terminerinnerung und die Aufnahme bricht ab. Louise bietet ihm einen Drink an, während sie warten, bis das Lied zu Ende läuft, da man die Maschine nicht so ohne weiteres neu starten kann.
Preben zieht beim zweiten Anlauf den Stecker. Er will den Gast rauswerfen, doch dieser versucht ihm zu erklären, warum das Lied so wichtig ist. Als er Preben an der Schulter berührt, schlägt dieser ihm auf die Nase. Dann sagt er, warum er den Song unbedingt jetzt singen muss: seine Frau Trine wird künstlich beatmet, da sie im hirntot ist und die Ärzte wollen heute ihre Maschine abstellen. Er darf nun die Aufnahme machen.
Henrik spielt die Aufnahme seiner Frau vor. Der Arzt weist ihn darauf hin, dass es selten Wunder gibt. Doch Henrik ist dies bewusst: er spielt den Song für Trines Seele. Anschließend werden die Geräte abgestellt und der Tod der Frau festgestellt. Henrik öffnet am Ende das Fenster, damit die Seele das Krankenhaus verlassen kann.

## Hintergrund
Die Idee kam Regisseur Martin Strange-Hansen, als er selbst Karaoke in einer Bar sang, betrunken und glücklich. Als Song wählte er Always on My Mind von Willie Nelson, weil es ein Abschiedssong ist. Ein weiterer Hintergrund für den Film ist der Verlust der eigenen Tochter, den Strange-Hansen 2001 erleben musste. Während seine Tochter im Krankenhaus lag, ging er bei einer Besuchspause in eine nahe gelegene Bar, wo er eine surreale Konversation mitbekam, die ihn in einem seltsamen Zustand zurückließ.
Der Dreh dauerte vier Tage. Wegen der COVID-19-Pandemie in Dänemark und den damals geltenden Regeln war lediglich eine Crew von zehn Personen an jedem Drehtag gleichzeitig anwesend. Eine Bar zu finden, gestaltete sich während der Pandemie einfach, da diese geschlossen waren. Jedoch dauerte es, bis eine Alternative zum Krankenhaus gefunden werden konnte, den es gab keine Möglichkeit dort eine Drehgenehmigung zu erhalten. Schließlich fand Strange-Hansen einen Übungsraum für Krankenschwestern, den er verwenden durfte.